# Krinkelwinkel

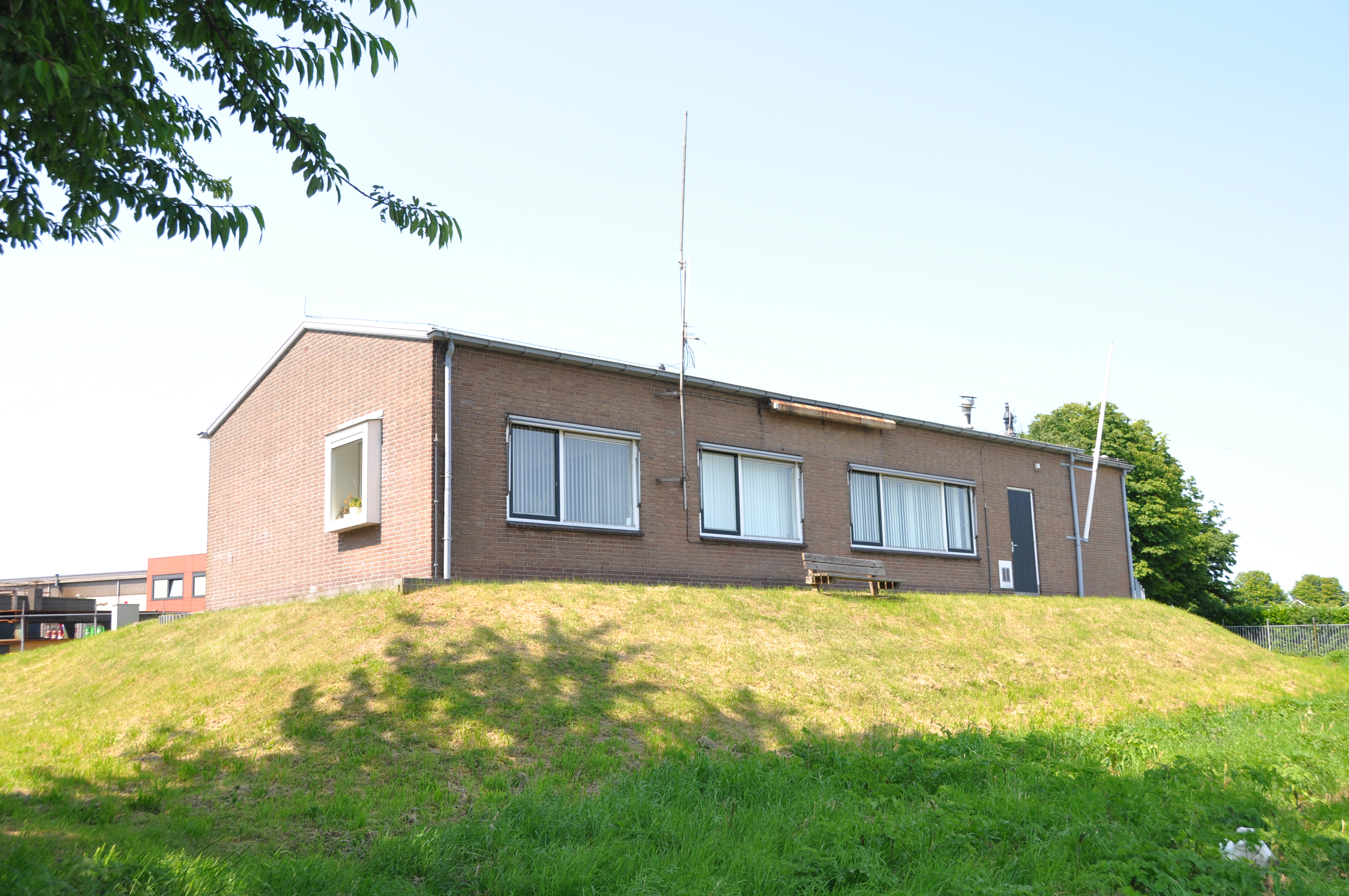
Politiepost aan de Krinkelwinkel

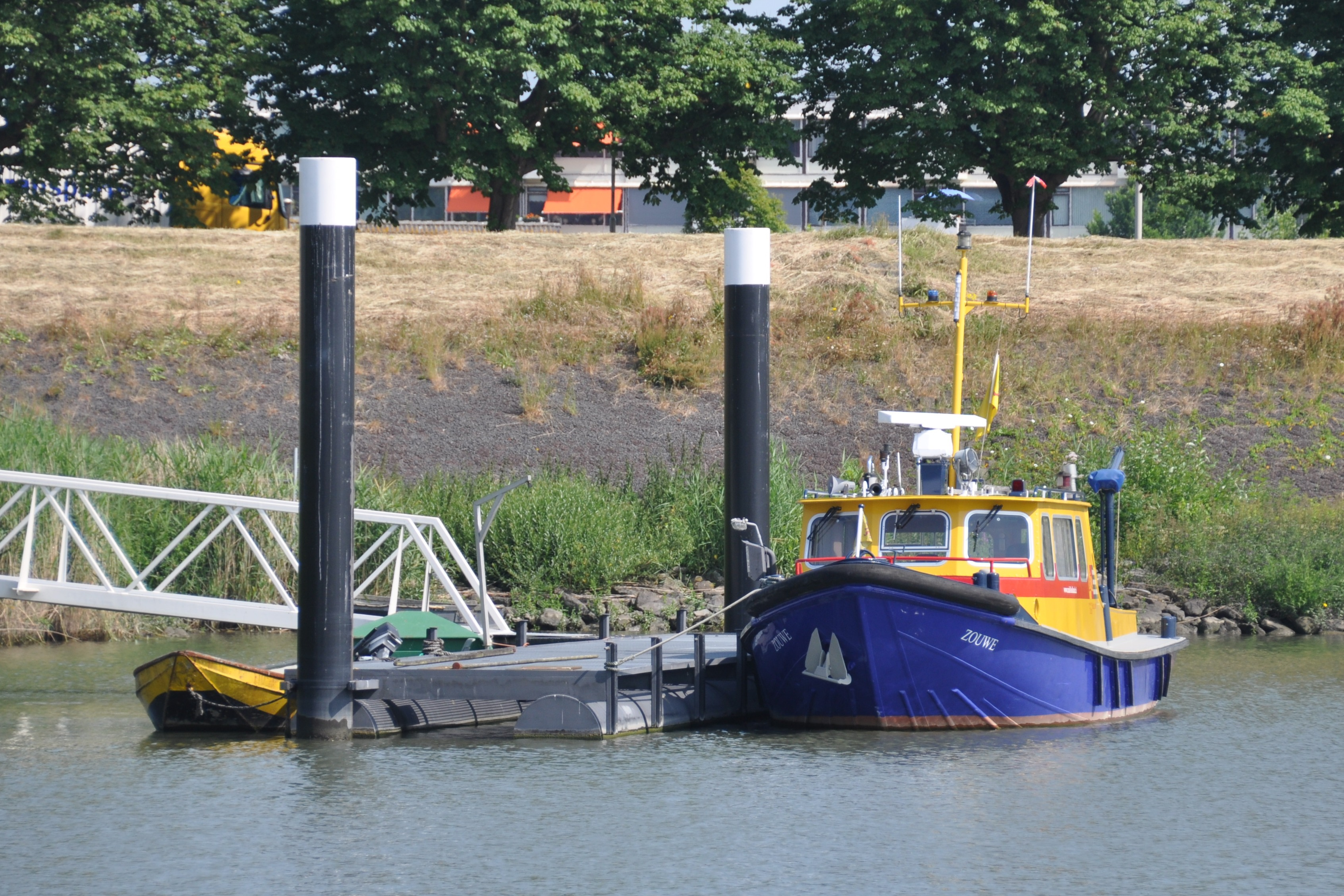
De ZOUWE van de provincie Zuid-Holland voor de wal

De Krinkelwinkel of Krinkel-de-Winkel is een gedeelte van de ringdijk langs de noordelijke oever van de Merwede bij Gorinchem,  in de Nederlandse provincie Zuid-Holland. Deze ringdijk is tussen 1593 en 1595 iets naar binnen gelegd, verbouwd als inlaagdijk en op bevel van prins Maurits aangelegd als fortificatie. De dijk werd daarna een hoornwerk, een 'extra' vestingwal, en verwijst waarschijnlijk naar de twee halfbastions op het hoornwerk, die een hoekige vorm hadden. Deze twee hoekige vormen waren in het midden verbonden door een stukje rechte wal.
Toen in de jaren 1887-1893 de Zwaanpolder werd vergraven tot voorhaven van het nieuwe Merwedekanaal verloor de dijk zijn militaire betekenis. Het oude tracé bleef grotendeels behouden en draagt nog steeds de straatnaam Krinkelwinkel. Het verdedigingswerk werk zelf is geheel verdwenen.
Het woord krinkelewinkel of krinkeldewinkel werd in de zeventiende eeuw al gebruikt, bijvoorbeeld in de zin "Om de menighte krincke dewinckels ende ganghen die daer waeren".
Aan de Krinkelwinkel staan tegenwoordig enkele woonhuizen en een gebouw van een biljartvereniging. Ook is hier Mercon gevestigd, een grote onderneming die staalconstructies bouwt, zoals onderdelen van boorplatforms en complete bruggen. Er staat een post ten behoeve van het Korps landelijke politiediensten, Divisie Mobiliteit, Afdeling Rivieren, met een eigen steiger voor de politieboot. Het steunpunt van de Provincie Zuid-Holland heeft er ook een eigen steiger voor het patrouillevaartuig. Het dynamisch route-informatiepaneel (DRIP) van de Grote Merwedesluis Gorinchem wordt vanuit dit steunpunt aan de Krinkelwinkel aangestuurd.

## Beleg van Gorinchem
Tijdens het beleg van Gorinchem lag de stad vanaf 28 december 1813 onder vuur. Op zondag 9 januari 1814 werd door de Franse genie een batterij van kanonstukken van 12 en 18 pond op de Krinkelwinkel geïnstalleerd, om de kanonneerboten op de Merwede te beletten de stad verder te benaderen. Het vuur van deze batterij werd vanaf de rivier "zeer levendig" beantwoord. Vanwege de Franse weerstand en strenge vorst, die steeds meer drijfijs veroorzaakte, moesten de kanoneerboten zich de volgende dag al terugtrekken.